# Tour de Fuzhou
El Tour de Fuzhou (oficialment Tour of Fuzhou) és una cursa ciclista professional per etapes que es disputa al voltant de Fuzhou (Xina), el mes de novembre. Se celebra des del 2012, ja formant part de l'UCI Àsia Tour.

## Palmarès
| Any  | Vencedor          | Segon            | Tercer                 |
| ---- | ----------------- | ---------------- | ---------------------- |
| 2012 | Choi Ki Ho        | David McCann     | Koos Jeroen Kers       |
| 2013 | Rahim Emami       | Milan Kadlec     | Koos Jeroen Kers       |
| 2014 | Samad Poor Seiedi | Amir Kolahdozagh | Ghader Mizbani         |
| 2015 | Rahim Emami       | Ahad Kazemi      | Jasper Ockeloen        |
| 2016 | Arvin Moazemi     | Peter Schulting  | Hamid Pourhashemi      |
| 2017 | Jai Hindley       | Ka Hoo Fung      | Stanislau Bazhkou      |
| 2018 | Ilya Davidenok    | Benjamin Dyball  | Lyu Xianjing           |
| 2019 | Artur Fedosseyev  | Ilya Davidenok   | Carlos Julián Quintero |